# Edoardo Negri de Salvi
Eduardo Negri Dè Salvi (Vicenza, 23 agosto 1847 – 1937) è stato un militare e politico italiano.

## Biografia
Nato in una famiglia aristocratica, il conte Eduardo Negri Dè Salvi nel 1866, a seguito dello scoppio della terza guerra di indipendenza italiana, si arruolò volontario nel Corpo Volontari Italiani di Giuseppe Garibaldi impegnato contro gli austriaci in Trentino. Ebbe il battesimo del fuoco a Gargnano il 2 luglio e combatté nella battaglia di Pieve di Ledro il 18 luglio.
Entrato a far parte del Regio esercito italiano, raggiunse il grado di tenente colonnello nella milizia alpina territoriale.

### Attività politica
Eletto nelle elezioni politiche del 1900 nel collegio di Marostica, fu deputato del Regno d'Italia, per quattro legislatura consecutive, dalla XXI alla XXIV.
Ricoprì per molti anni la carica di consigliere comunale e provinciale di Vicenza e dal 1914 al 1918 fu eletto presidente della Federazione Italiana Scherma.